# Tyler Blackett
Tyler Nathan Blackett (sinh ngày 2 tháng 4 năm 1994) là một cầu thủ bóng đá người Anh hiện đang thi đấu ở vị trí hậu vệ trái hoặc trung vệ cho câu lạc bộ Nottingham Forest.
Anh gia nhập học viện của Manchester United vào năm 2002, và chơi cho Blackpool, Birmingham City và Celtic theo dạng hợp đồng cho mượn. Sinh ra tại Manchester, anh đủ điều kiện để chơi cho đội tuyển Anh hoặc đội tuyển Jamaica.

## Sự nghiệp

### Manchester United
Sinh ra tại Manchester, Blackett ký hợp đồng với Manchester United vào năm 2002, khi anh được tám tuổi.

#### Blackpool (cho mượn)
Vào ngày 01 tháng 11 năm 2013, Blackett thi đấu tại giải Championship cùng câu lạc bộ Blackpool theo dạng cho mượn kéo dài một tháng. Ngày hôm sau, anh có trận ra mắt cho Seasiders, chơi toàn bộ 90 phút trong giải đấu này và giúp câu lạc bộ giành chiến thắng 1-0 trước Nottingham Forest. Ngày 05 Tháng 12 2013, Blackpool gia hạn mượn Blackett cho đến ngày 01 Tháng 01 năm 2014.

#### Birmingham City (cho mượn)
Vào ngày 31 tháng 01 năm 2014, Blackett ký với câu lạc bộ Birmingham City theo dạng cho mượn cho đến khi mùa giải kết thúc. Cùng với đồng đội của mình tại Manchester United cũng đang được cho mượn là Tom Thorpe, Blackett bắt đầu trận đấu ngày hôm sau, trên sân nhà để Derby County. Đến phút 38, Anh phạm lỗi với Will Hughes trong vòng cấm, và Darren Randolph thực hiện quả 11m không thành công. Birmingham bị dẫn với tỷ số 3–1, Chris Burke và Federico Macheda cùng ghi bàn mở tỷ số cân bằng 3-3 cho Birmingham trong trận cầu rất kịch tính.

#### Đội Manchester United
Trong năm 2014 trước mùa giải, Blackett chơi ở vị trí trung vệ cho Manchester United trong một đội hình 3-5-2 và các trận thi đấu giao hữu thành công tại Mỹ, anh được lời khen ngợi từ Huấn luyện viên của Louis van Gaal. Trong trận giao hữu với câu lạc bộ Valencia tại Old Trafford, Anh đã tạt bóng kiến tạo cho Marouane Fellaini ghi bàn ấn định chiến thắng với tỉ số 2-1.
Cuộc khủng hoảng chấn thương và sự ra đi của 2 hậu vệ giàu kinh nghiệm Rio Ferdinand và Nemanja Vidic, Blackett được thi đấu vào đội hình chính đầu tiên trên cơ sở phát triển lâu dài. Blackett xuất hiện lần đầu tham gia thi đấu cho Manchester United vào ngày 16 tháng 08 năm 2014, trong trận đấu đầu tiên của mùa giải Premier League 2014-15, chơi đủ 90 phút và được đá vị trí trung vệ trong trận thua 2-1 trên sân nhà trước Swansea City trong trận đấu chính thức đầu tiên của Van Gaal. Anh cũng chơi trận tiếp theo với Sunderland, kết thúc trong trận hòa 1-1, Blackett đã che chắn không tốt và chỉ giúp Manchester United kiếm được một điểm. Blackett cũng chơi trong trận hòa 0-0 trước Burnley vào ngày 30 Tháng 08 năm 2014. Trong trận này, anh đã nhận một thẻ vàng do phạm lỗi. Blackett then played in United's first win of the season when they beat QPR 4-0 as a centre back rather than a fullback.

## Sự nghiệp quốc tế

### Bối Cảnh
Blackett đủ điều kiện chơi cho Anh, Barbados hoặc Jamaica ở cấp độ đội tuyển Quốc gia và đã chơi cho đội tuyển trẻ Anh ở các cấp độ khác nhau.

### Đội U-16 Anh
Vào tháng 9 năm 2009, Blackett đã được gọi vào đội England U16 tham gia giải 2009 Victory Shield thi đấu gặp đội trẻ Wales. Ngày 15 tháng 10, anh thi đấu trong chiến thắng 1-0 trước Xứ Wales, nhưng đã được thay thế bởi Alex Henshall một vài phút trước khi hiệp 1 kết thúc. Blackett đã được gọi trở lại đội hình cho trận chung kết 2009 Victory Shield với Scotland vào tháng 10 năm 2009. Thay thế anh bởi Sam Magri ở phút 69 khi in the 69 England thắng 2–1 tại sân Tynecastle Stadium ở Edinburgh. Đây là chiến thắng thứ 9 liên tiếp của tuyển Anh tại giải đấu này.

### Đội U-17 Anh
Blackett đã được gọi vào đội England U17 cho giải đấu Algarve vào tháng 2 năm 2011. Anh thi đấu trận mở màn cho tuyển trẻ Anh vào ngày 24 tháng 02, chơi đủ 90 phút trong trận hòa 1-1 với đội trẻ Romania. Anh không được ra sân trong trận thua 3-1 trước Germany, nhưng đã vào sân thay Alex Henshall ở phút thứ 76 của trận hòa 2-2 với Portugal.

### Đội U-18 Anh
Trong tháng 11 năm 2011, Blackett đã được gọi vào đội England U18 cho trận giao hữu với Slovakia. Vào ngày 16 tháng 11, anh thi đấu trong trận hòa 1-1 với Slovakia, trước khi được thay thế bởi Courtney Meppen-Walter ở phút 65. Anh khẳng định vị trí của mình trong đội hình cho trận giao hữu với Poland vào tháng 12 năm 2012, Đến hơn một nửa thời gian của hiệp một tuyển trẻ Anh đã thắng với tỉ số 3–0 trên sân Alexandra Stadium.

### Đội U-19 Anh
Trong tháng 8 năm 2012, Blackett đã được gọi vào đội England U19 cho trận giao hữu với England U19. Ngày 6 tháng Chín, ông thi đấu trong một trận đấu tại Hamburg, chơi toàn bộ 90 phút khi tuyển trẻ Anh thua 3-1. Blackett được gọi lần thứ hai cho trận giao hữu với Denmark vào tháng 1 năm 2013, Anh thi đấu trận này trước khi được thay thế bởi Lewis Baker ở phút 67 khi Anh thắng 3-1 tại sân vận động Keepmoat.

### Đội U-21 Anh
Trong tháng 8 năm 2014, Blackett nhận được cuộc gọi đầu tiên của anh lên đội trẻ England U21 squad sau khi trở thành đội một của Manchester United và bắt đầu hai trận đấu đầu tiên của mùa giải.

## Thống kê sự nghiệp

### Câu lạc bộ
Tính đến ngày 4 tháng 10 năm 2015.
| Câu lạc bộ             | Mùa giải            | Ngoại Hạng Anh       | Ngoại Hạng Anh | Ngoại Hạng Anh | Cúp FA | Cúp FA | Cúp Liên Đoàn Anh | Cúp Liên Đoàn Anh | Khác | Khác | Tổng Số | Tổng Số |
| Câu lạc bộ             | Mùa giải            | Hạng                 | Trận           | Bàn            | Trận   | Bàn    | Trận              | Bàn               | Trận | Bàn  | Trận    | Bàn     |
| ---------------------- | ------------------- | -------------------- | -------------- | -------------- | ------ | ------ | ----------------- | ----------------- | ---- | ---- | ------- | ------- |
| Manchester United      | 2012–13             | Premier League       | 0              | 0              | 0      | 0      | 0                 | 0                 | 0    | 0    | 0       | 0       |
| Manchester United      | 2013–14             | Premier League       | 0              | 0              | 0      | 0      | 0                 | 0                 | 0    | 0    | 0       | 0       |
| Manchester United      | 2014–15             | Premier League       | 11             | 0              | 1      | 0      | 0                 | 0                 | –    | –    | 12      | 0       |
| Manchester United      | 2015–16             | Premier League       | 0              | 0              | 0      | 0      | 0                 | 0                 | 0    | 0    | 0       | 0       |
| Manchester United      | Tổng cộng           | Tổng cộng            | 11             | 0              | 1      | 0      | 0                 | 0                 | 0    | 0    | 12      | 0       |
| Blackpool (mượn)       | 2013–14             | Championship         | 5              | 0              | 0      | 0      | 0                 | 0                 | –    | –    | 5       | 0       |
| Birmingham City (mượn) | 2013–14             | Championship         | 8              | 0              | 0      | 0      | 0                 | 0                 | –    | –    | 8       | 0       |
| Celtic (mượn)          | 2015–16             | Scottish Premiership | 2              | 0              | 0      | 0      | 1                 | 0                 | 2    | 0    | 5       | 0       |
| Tổng cộng sự nghiệp    | Tổng cộng sự nghiệp | Tổng cộng sự nghiệp  | 26             | 0              | 1      | 0      | 1                 | 0                 | 2    | 0    | 30      | 0       |

## Liên kết khác
- Tyler Blackett tại Soccerbase
- Tyler Blackett Lưu trữ ngày 21 tháng 10 năm 2013 tại Wayback Machine, TheFA.com